# Großer Preis von Abu Dhabi 2016
Der Große Preis von Abu Dhabi 2016 (offiziell 2016 Formula 1 Etihad Airways Abu Dhabi Grand Prix) fand am 27. November auf dem Yas Marina Circuit auf der Yas-Insel statt und war das 21. und letzte Rennen der Formel-1-Weltmeisterschaft 2016.

## Bericht

### Hintergründe
Nach dem Großen Preis von Brasilien führte Nico Rosberg in der Fahrerwertung mit zwölf Punkten vor Lewis Hamilton und mit 121 Punkten vor Daniel Ricciardo. Somit reichte Rosberg unabhängig von Hamiltons Rennergebnis der dritte Platz zum Gewinn seines ersten WM-Titels. In der Konstrukteurswertung führte Mercedes uneinholbar mit 276 Punkten vor Red Bull und mit 347 Punkten vor Ferrari.
Beim Großen Preis von Abu Dhabi stellte Pirelli den Fahrern die Reifenmischungen P Zero Soft (gelb), P Zero Supersoft (rot) und P Zero Ultrasoft (violett) sowie für Nässe Cinturato Intermediates (grün) und Cinturato Full-Wets (blau) zur Verfügung.
Im Vergleich zum Vorjahr gab es kleinere Veränderungen an der Strecke: Alle 18 Poller wurden ausgetauscht, in Kurve eins wurde zusätzliche, entfernbare Curbs hinzugefügt. Außerdem wurden in Kurve 21 Tecpro-Barrieren vor der Leitplanke installiert.
Es gab zwei DRS-Zonen auf dem Kurs, die im Vergleich zum Vorjahr unverändert blieben. Die erste Zone beginnt 390 Meter nach Kurve sieben, der Messpunkt befand sich 40 Meter vor der Kurve. Der zweite Messpunkt lag 50 Meter nach Kurve neun, die DRS-Zone begann am Scheitelpunkt von Kurve zehn.
Daniil Kwjat (acht), Rosberg, Sebastian Vettel (jeweils sechs), Esteban Gutiérrez (fünf), Felipe Nasr, Esteban Ocon, Max Verstappen, Pascal Wehrlein (jeweils vier), Sergio Pérez, Kimi Räikkönen (jeweils drei), Fernando Alonso, Valtteri Bottas, Marcus Ericsson, Romain Grosjean, Kevin Magnussen, Felipe Massa, Nico Hülkenberg, Jolyon Palmer (jeweils zwei) und Carlos Sainz jr. (einer) gingen mit Strafpunkten ins Rennwochenende.
Mit Vettel (dreimal), Hamilton (zweimal), Räikkönen und Rosberg (jeweils einmal) traten alle vier bisherigen Sieger zu diesem Rennen an.
Als Rennkommissare fungierten Mahir Al Badri (ARE), Paul Gutjahr (CHE), Tom Kristensen (DEN) und Andrew Mallalieu (BRB). Wegen „außergewöhnlicher Umstände“ wurde Gutjahr kurzfristig am 25. November 2016 durch Silvia Bellot (ESP) und an den beiden restlichen Tagen des Rennwochenendes durch Gerd Ennser (DEU) ersetzt.
Massa bestritt bei diesem Rennen den 250. Grand Prix.
Für Jenson Button, der nach diesem Rennen seine Karriere als Stammpilot von McLaren-Honda beendete, war es der 305. Grand Prix. Außerdem war es der letzte Grand Prix für Nasr und Rosberg.

### Freies Training
Im ersten freien Training fuhr Hamilton in 1:42,869 Minuten die Bestzeit vor Rosberg und Verstappen.
Auch im zweiten freien Training war Hamilton mit einer Rundenzeit von 1:40,861 Minuten Schnellster vor Rosberg und Vettel. Kwjat erlitt, genau wie im ersten freien Training, ohne erkennbare Ursache einen Reifenschaden hinten links. Die FIA entzog Toro Rosso daraufhin aus Sicherheitsgründen die Fahrerlaubnis für den Rest des Tages.
Vettel fuhr mit einer Rundenzeit von 1:40,775 Minuten die schnellste Zeit im dritten freien Training vor Verstappen und Räikkönen.

### Qualifying
Das Qualifying bestand aus drei Teilen mit einer Nettolaufzeit von 45 Minuten. Im ersten Qualifying-Segment (Q1) hatten die Fahrer 18 Minuten Zeit, um sich für das Rennen zu qualifizieren. Alle Fahrer, die im ersten Abschnitt eine Zeit erzielten, die maximal 107 Prozent der schnellsten Rundenzeit betrug, qualifizierten sich für den Grand Prix. Die besten 16 Fahrer erreichten den nächsten Teil. Hamilton war Schnellster. Die Sauber- und Toro Rosso-Piloten, Ocon und Magnussen schieden aus.
Der zweite Abschnitt (Q2) dauerte 15 Minuten. Die schnellsten zehn Piloten qualifizierten sich für den dritten Teil des Qualifyings. Hamilton war auch hier Schnellster. Ricciardo und Verstappen fuhren ihre schnellste Runde auf der Supersoft-Mischung, dürfen diese also beim Start verwenden. Wehrlein, Palmer, die Haas-Fahrer, Button und Bottas schieden aus.
Der finale Abschnitt (Q3) ging über eine Zeit von zwölf Minuten, in denen die ersten zehn Startpositionen vergeben wurden. Hamilton fuhr mit einer Rundenzeit von 1:38,755 Minuten die Bestzeit vor Rosberg und Ricciardo. Es war die 61. Pole-Position für Hamilton, davon die zwölfte der Saison.

### Rennen
Hamilton behielt nach dem Start des Rennens die Führung vor Rosberg. Räikkönen überholte Ricciardo und war dritter, es folgten Vettel, Pérez, Hülkenberg, Alonso, Massa und Bottas. Beim Start kollidierten Hülkenberg und Verstappen, dabei fiel Verstappen auf den 19. Platz zurück.
In Runde sieben begannen die ersten Boxenstopps von Hamilton und Räikkönen. Rosberg und Vettel folgten eine Runde später. Rosberg kam zwar vor Räikkönen auf die Strecke, lag jedoch hinter Verstappen, der noch nicht stoppte. In Runde 20 überholte er schließlich Verstappen, der fünf Runden später auch von Räikkönen überholt wurde.
Die Mercedes-Fahrer fuhren in den Runden 28 und 29 zum zweiten Mal an die Box und wechselten auf die weichen Reifen. Nachdem auch Verstappen in der Box war, betrug Rosbergs Vorsprung vier Sekunden. Vettel fuhr einen längeren Stint, bis er in Runde 35 ebenfalls an die Box kam und die roten superweichen Reifen bekam. Dadurch fiel er auf Platz sechs zurück. Auf frischen Reifen fuhr Vettel in Runde 43 die schnellste Rennrunde, die 28. in seiner Karriere.
Hamilton drosselte sein Tempo deutlich, um Rosberg in Positionskämpfe zu verwickeln. Rosberg und die Verfolgergruppe schlossen daraufhin direkt auf Hamilton auf. Zu diesem Zeitpunkt begann Hamiltons Renningenieur und der Geschäftsführer des Teams, Paddy Lowe, wiederholt Befehle an Hamilton zu erteilen, dass dieser sein Tempo erhöhen solle, doch Hamilton wies diese Bitten wiederholt zurück. Zwar überholte Vettel noch Räikkönen, Ricciardo und Verstappen, jedoch gelang es ihm nicht mehr, Rosberg anzugreifen.
Hamilton gewann das Rennen vor Rosberg und Vettel. Es war der zehnte Saisonsieg und der 53. Sieg für Hamilton in der Formel-1-Weltmeisterschaft. Rosberg erzielte die 16. Podestplatzierung der Saison, Mercedes erreichte somit zum siebten Mal im Jahr 2016 einen Doppelsieg. Für Vettel war es der siebte Podestplatz der Saison und der erste seit dem Großen Preis von Italien 2016. Die restlichen Punkteplatzierungen erzielten Verstappen, Ricciardo, Räikkönen, Hülkenberg, Pérez, Massa und Alonso.
Rosberg gewann seinen ersten und einzigen Fahrer-Titel in der Formel-1-Weltmeisterschaft mit fünf Punkten Vorsprung auf Hamilton. Mercedes stellte mit 765 Punkten eine neue Rekordpunktzahl in der Konstrukteurswertung auf.
Nach dem Rennen gab auch Rosberg sein Karriereende in der Formel-1-Weltmeisterschaft bekannt, für ihn war es der 206. Grand Prix.

## Meldeliste
| Team                          | Nr. | Fahrer            | Chassis                | Motor                       | Reifen |
| ----------------------------- | --- | ----------------- | ---------------------- | --------------------------- | ------ |
| Mercedes AMG Petronas F1 Team | 44  | Lewis Hamilton    | Mercedes F1 W07 Hybrid | Mercedes-Benz PU106C Hybrid | P      |
| Mercedes AMG Petronas F1 Team | 06  | Nico Rosberg      | Mercedes F1 W07 Hybrid | Mercedes-Benz PU106C Hybrid | P      |
| Scuderia Ferrari              | 05  | Sebastian Vettel  | Ferrari SF16-H         | Ferrari 059/5               | P      |
| Scuderia Ferrari              | 07  | Kimi Räikkönen    | Ferrari SF16-H         | Ferrari 059/5               | P      |
| Williams Martini Racing       | 19  | Felipe Massa      | Williams FW38          | Mercedes-Benz PU106C Hybrid | P      |
| Williams Martini Racing       | 77  | Valtteri Bottas   | Williams FW38          | Mercedes-Benz PU106C Hybrid | P      |
| Red Bull Racing               | 03  | Daniel Ricciardo  | Red Bull RB12          | TAG Heuer                   | P      |
| Red Bull Racing               | 33  | Max Verstappen    | Red Bull RB12          | TAG Heuer                   | P      |
| Sahara Force India F1 Team    | 27  | Nico Hülkenberg   | Force India VJM09      | Mercedes-Benz PU106C Hybrid | P      |
| Sahara Force India F1 Team    | 11  | Sergio Pérez      | Force India VJM09      | Mercedes-Benz PU106C Hybrid | P      |
| Sahara Force India F1 Team    | 34  | Alfonso Celis jr. | Force India VJM09      | Mercedes-Benz PU106C Hybrid | P      |
| Renault Sport F1 Team         | 20  | Kevin Magnussen   | Renault R.S.16         | Renault Energy F1 2016      | P      |
| Renault Sport F1 Team         | 30  | Jolyon Palmer     | Renault R.S.16         | Renault Energy F1 2016      | P      |
| Scuderia Toro Rosso           | 26  | Daniil Kwjat      | Toro Rosso STR11       | Ferrari 059/4               | P      |
| Scuderia Toro Rosso           | 55  | Carlos Sainz jr.  | Toro Rosso STR11       | Ferrari 059/4               | P      |
| Sauber F1 Team                | 09  | Marcus Ericsson   | Sauber C35             | Ferrari 059/5               | P      |
| Sauber F1 Team                | 12  | Felipe Nasr       | Sauber C35             | Ferrari 059/5               | P      |
| McLaren Honda                 | 14  | Fernando Alonso   | McLaren MP4-31         | Honda RA616H                | P      |
| McLaren Honda                 | 22  | Jenson Button     | McLaren MP4-31         | Honda RA616H                | P      |
| Manor Racing MRT              | 94  | Pascal Wehrlein   | Manor MRT05            | Mercedes-Benz PU106C Hybrid | P      |
| Manor Racing MRT              | 31  | Esteban Ocon      | Manor MRT05            | Mercedes-Benz PU106C Hybrid | P      |
| Manor Racing MRT              | 42  | Jordan King       | Manor MRT05            | Mercedes-Benz PU106C Hybrid | P      |
| Haas F1 Team                  | 08  | Romain Grosjean   | Haas VF-16             | Ferrari 059/5               | P      |
| Haas F1 Team                  | 21  | Esteban Gutiérrez | Haas VF-16             | Ferrari 059/5               | P      |

Anmerkungen
1. 1 2  Der Force India mit der Startnummer 34 wurde im ersten freien Training für Celis eingesetzt. Hülkenberg übernahm das Fahrzeug anschließend für das restliche Rennwochenende mit seiner Startnummer 27.
2. 1 2  Der Manor mit der Startnummer 42 wurde im ersten freien Training für King eingesetzt. Ocon übernahm das Fahrzeug anschließend für das restliche Rennwochenende mit seiner Startnummer 31.

## Klassifikationen

### Qualifying
| Pos.                                                                      | Fahrer            | Konstrukteur         | Q1       | Q2       | Q3       | Start |
| ------------------------------------------------------------------------- | ----------------- | -------------------- | -------- | -------- | -------- | ----- |
| 01                                                                        | Lewis Hamilton    | Mercedes             | 1:39,487 | 1:39,382 | 1:38,755 | 01    |
| 02                                                                        | Nico Rosberg      | Mercedes             | 1:40,511 | 1:39,490 | 1:39,058 | 02    |
| 03                                                                        | Daniel Ricciardo  | Red Bull-TAG Heuer   | 1:41,002 | 1:40,429 | 1:39,589 | 03    |
| 04                                                                        | Kimi Räikkönen    | Ferrari              | 1:40,338 | 1:39,629 | 1:39,604 | 04    |
| 05                                                                        | Sebastian Vettel  | Ferrari              | 1:40,341 | 1:40,034 | 1:39,661 | 05    |
| 06                                                                        | Max Verstappen    | Red Bull-TAG Heuer   | 1:40,424 | 1:39,903 | 1:39,818 | 06    |
| 07                                                                        | Nico Hülkenberg   | Force India-Mercedes | 1:41,000 | 1:40,709 | 1:40,501 | 07    |
| 08                                                                        | Sergio Pérez      | Force India-Mercedes | 1:40,864 | 1:40,743 | 1:40,519 | 08    |
| 09                                                                        | Fernando Alonso   | McLaren-Honda        | 1:41,616 | 1:41,044 | 1:41,106 | 09    |
| 10                                                                        | Felipe Massa      | Williams-Mercedes    | 1:41,771 | 1:40,858 | 1:41,213 | 10    |
| 11                                                                        | Valtteri Bottas   | Williams-Mercedes    | 1:41,192 | 1:41,084 | –        | 11    |
| 12                                                                        | Jenson Button     | McLaren-Honda        | 1:41,158 | 1:41,272 | –        | 12    |
| 13                                                                        | Esteban Gutiérrez | Haas-Ferrari         | 1:41,639 | 1:41,480 | –        | 13    |
| 14                                                                        | Romain Grosjean   | Haas-Ferrari         | 1:41,467 | 1:41,564 | –        | 14    |
| 15                                                                        | Jolyon Palmer     | Renault              | 1:41,775 | 1:41,820 | –        | 15    |
| 16                                                                        | Pascal Wehrlein   | Manor-Mercedes       | 1:41,886 | 1:41,995 | –        | 16    |
| 17                                                                        | Daniil Kwjat      | Toro Rosso-Ferrari   | 1:42,003 | –        | –        | 17    |
| 18                                                                        | Kevin Magnussen   | Renault              | 1:42,142 | –        | –        | 18    |
| 19                                                                        | Felipe Nasr       | Sauber-Ferrari       | 1:42,247 | –        | –        | 19    |
| 20                                                                        | Esteban Ocon      | Manor-Mercedes       | 1:42,286 | –        | –        | 20    |
| 21                                                                        | Carlos Sainz jr.  | Toro Rosso-Ferrari   | 1:42,393 | –        | –        | 21    |
| 22                                                                        | Marcus Ericsson   | Sauber-Ferrari       | 1:42,637 | –        | –        | 22    |
| 107-Prozent-Zeit: 1:46,451 min (bezogen auf Q1-Bestzeit von 1:39,487 min) |                   |                      |          |          |          |       |

### Rennen
| Pos. | Fahrer            | Konstrukteur         | Runden | Stopps | Zeit        | Start | Schnellste Runde |
| ---- | ----------------- | -------------------- | ------ | ------ | ----------- | ----- | ---------------- |
| 01   | Lewis Hamilton    | Mercedes             | 55     | 2      | 1:38:04,013 | 01    | 1:45,137 (37.)   |
| 02   | Nico Rosberg      | Mercedes             | 55     | 2      | + 0,439     | 02    | 1:45,261 (33.)   |
| 03   | Sebastian Vettel  | Ferrari              | 55     | 2      | + 0,843     | 05    | 1:43,729 (43.)   |
| 04   | Max Verstappen    | Red Bull-TAG Heuer   | 55     | 1      | + 1,685     | 06    | 1:45,187 (36.)   |
| 05   | Daniel Ricciardo  | Red Bull-TAG Heuer   | 55     | 2      | + 5,315     | 03    | 1:44,889 (29.)   |
| 06   | Kimi Räikkönen    | Ferrari              | 55     | 2      | + 18,816    | 04    | 1:45,163 (35.)   |
| 07   | Nico Hülkenberg   | Force India-Mercedes | 55     | 2      | + 50,114    | 07    | 1:45,949 (31.)   |
| 08   | Sergio Pérez      | Force India-Mercedes | 55     | 2      | + 58,776    | 08    | 1:45,249 (30.)   |
| 09   | Felipe Massa      | Williams-Mercedes    | 55     | 2      | + 59,436    | 10    | 1:45,675 (33.)   |
| 10   | Fernando Alonso   | McLaren-Honda        | 55     | 2      | + 59,896    | 09    | 1:44,495 (50.)   |
| 11   | Romain Grosjean   | Haas-Ferrari         | 55     | 2      | + 1:16,777  | 14    | 1:44,970 (45.)   |
| 12   | Esteban Gutiérrez | Haas-Ferrari         | 55     | 2      | + 1:35,113  | 13    | 1:45,928 (45.)   |
| 13   | Esteban Ocon      | Manor-Mercedes       | 54     | 2      | + 1 Runde   | 20    | 1:46,189 (46.)   |
| 14   | Pascal Wehrlein   | Manor-Mercedes       | 54     | 2      | + 1 Runde   | 16    | 1:46,145 (26.)   |
| 15   | Marcus Ericsson   | Sauber-Ferrari       | 54     | 1      | + 1 Runde   | 22    | 1:46,216 (40.)   |
| 16   | Felipe Nasr       | Sauber-Ferrari       | 54     | 2      | + 1 Runde   | 19    | 1:46,287 (44.)   |
| 17   | Jolyon Palmer     | Renault              | 54     | 3      | + 1 Runde   | 15    | 1:45,715 (46.)   |
| –    | Carlos Sainz jr.  | Toro Rosso-Ferrari   | 41     | 2      | DNF         | 21    | 1:46,591 (30.)   |
| –    | Daniil Kwjat      | Toro Rosso-Ferrari   | 14     | 1      | DNF         | 17    | 1:48,752 (13.)   |
| –    | Jenson Button     | McLaren-Honda        | 12     | 0      | DNF         | 12    | 1:48,753 (04.)   |
| –    | Valtteri Bottas   | Williams-Mercedes    | 6      | 0      | DNF         | 11    | 1:47,837 (04.)   |
| –    | Kevin Magnussen   | Renault              | 5      | 1      | DNF         | 18    | 1:48,601 (04.)   |

Anmerkungen
1. ↑  Palmer erhielt für das Verursachen einer Kollision eine Fünf-Sekunden-Zeitstrafe

## WM-Stände nach dem Rennen
Die ersten zehn des Rennens bekamen 25, 18, 15, 12, 10, 8, 6, 4, 2 bzw. 1 Punkt(e).

### Fahrerwertung
| Pos. | Fahrer           | Konstrukteur                            | Punkte |
| ---- | ---------------- | --------------------------------------- | ------ |
| 01   | Nico Rosberg     | Mercedes                                | 385    |
| 02   | Lewis Hamilton   | Mercedes                                | 380    |
| 03   | Daniel Ricciardo | Red Bull-TAG Heuer                      | 256    |
| 04   | Sebastian Vettel | Ferrari                                 | 212    |
| 05   | Max Verstappen   | Red Bull-TAG Heuer / Toro Rosso-Ferrari | 204    |
| 06   | Kimi Räikkönen   | Ferrari                                 | 186    |
| 07   | Sergio Pérez     | Force India-Mercedes                    | 101    |
| 08   | Valtteri Bottas  | Williams-Mercedes                       | 85     |
| 09   | Nico Hülkenberg  | Force India-Mercedes                    | 72     |
| 10   | Fernando Alonso  | McLaren-Honda                           | 54     |
| 11   | Felipe Massa     | Williams-Mercedes                       | 53     |
| 12   | Carlos Sainz jr. | Toro Rosso-Ferrari                      | 46     |

| Pos. | Fahrer            | Konstrukteur                            | Punkte |
| ---- | ----------------- | --------------------------------------- | ------ |
| 13   | Romain Grosjean   | Haas-Ferrari                            | 29     |
| 14   | Daniil Kwjat      | Toro Rosso-Ferrari / Red Bull-TAG Heuer | 25     |
| 15   | Jenson Button     | McLaren-Honda                           | 21     |
| 16   | Kevin Magnussen   | Renault                                 | 7      |
| 17   | Felipe Nasr       | Sauber-Ferrari                          | 2      |
| 18   | Jolyon Palmer     | Renault                                 | 1      |
| 19   | Pascal Wehrlein   | Manor-Mercedes                          | 1      |
| 20   | Stoffel Vandoorne | McLaren-Honda                           | 1      |
| 21   | Esteban Gutiérrez | Haas-Ferrari                            | 0      |
| 22   | Marcus Ericsson   | Sauber-Ferrari                          | 0      |
| 23   | Esteban Ocon      | Manor-Mercedes                          | 0      |
| 24   | Rio Haryanto      | Manor-Mercedes                          | 0      |

### Konstrukteurswertung
| Pos. | Konstrukteur         | Punkte |
| ---- | -------------------- | ------ |
| 1    | Mercedes             | 765    |
| 2    | Red Bull-TAG Heuer   | 468    |
| 3    | Ferrari              | 398    |
| 4    | Force India-Mercedes | 173    |
| 5    | Williams-Mercedes    | 138    |
| 6    | McLaren-Honda        | 76     |

| Pos. | Konstrukteur       | Punkte |
| ---- | ------------------ | ------ |
| 07   | Toro Rosso-Ferrari | 63     |
| 08   | Haas-Ferrari       | 29     |
| 09   | Renault            | 8      |
| 10   | Sauber-Ferrari     | 2      |
| 11   | Manor-Mercedes     | 1      |